# Zigeuner
Zigeuner (Substantiv m. sg. und pl., f. sg. „Zigeunerin“ und f. pl. „Zigeunerinnen“) ist im deutschen Sprachraum in der Pluralform eine historische, im gesellschaftlichen Diskurs der Gegenwart aufgrund ihrer diskriminierenden Konnotation mehrheitlich als obsolet markierte Bezeichnung der Mehrheitsgesellschaft für die ethnische Minderheit der Sinti und Roma. Die begriffsgeschichtlich seit jeher diffuse Bezeichnung wurde aufgrund stereotyper Zuschreibungen auch auf andere ethnische oder soziale Randgruppen ausgeweitet, die man wegen ihrer Herkunft, ihrer eigenständigen Kultur oder nonkonformen Lebensweise von der Mehrheitsgesellschaft abzugrenzen versuchte.
Der Gebrauch der Bezeichnung als Schimpfwort sowie die Verwendung der Singularformen (m./f.) zur Bezeichnung von Einzelpersonen und die Verwendung von Adjektiven wie „zigeunerisch“ und „zigeunerhaft“ oder Verben wie „(herum)zigeunern“ kann sich in informellen Diskursen auch auf Personen beziehen, die nicht zu ethnischen oder sozialen Minderheiten angehören, deren Erscheinungsbild, privates Umfeld oder Lebensstil jedoch mit angeblichen Merkmalen dieser Bevölkerungsgruppen assoziiert wird. 
Im Verlauf des 19. Jahrhunderts verloren die Bezeichnung und ihre Ableitungen in Künstlerkreisen, bei einigen Intellektuellen und in Teilen des Bildungsbürgertums durch das Phänomen der als Gegenentwurf zur Lebensrealität der aufstrebenden Industrienationen entstandenen „Zigeunermode“ ihre explizit negative Konnotation. Die Verklärung eines imaginären, von allen gesellschaftlichen Zwängen freien und angeblich sogar „fröhlichen Zigeunerlebens“ als Idealbild einer individualistischen Lebensweise und libertären Gesinnung durch die Vertreter der „Zigeunerromantik“ vermochte jedoch an den Lebensbedingungen der unter der Bezeichnung „Zigeuner“ subsumierten Bevölkerungsgruppen nur wenig zu ändern.
Versuche, die Bezeichnung mit positiven Begriffen zu belegen, trugen letztlich nur dazu bei, dem ohnehin diffusen Ausdruck eine weitere Dimension semantischer Unschärfe hinzuzufügen. Diese Unschärfe diente in späteren Diskursen den Befürwortern einer Beibehaltung der Bezeichnung unter anderem als Argument, dass ihr Gebrauch kontextabhängig zu werten sei, da er sowohl positiv als auch negativ gemeint sein könne.
Eine auf die Wertneutralität der Bezeichnung abzielenden Argumentation wird von zahlreichen Interessenvertretungen der Minderheiten und auch Teilen der Mehrheitsbevölkerung abgelehnt, denn insbesondere in Deutschland und Österreich gilt die Bezeichnung „Zigeuner“ als politisch vorbelastet, da sie als Ausdruck eines seit jeher latenten oder offenen Antiziganismus der Mehrheitsgesellschaft wahrgenommen wird, der im 20. Jahrhundert im Porajmos gipfelte – der Verfolgung und Ermordung von Sinti und Roma im Nationalsozialismus. Aus diesem Grund weisen viele Sinti und Roma sowie andere Gruppen, wie die Jenische die Fremdbezeichnung nicht nur als diskriminierend, sondern auch als sprachliche Manifestation des an ihnen verübten Völkermords zurück. 
Obwohl eine Minderheit der Roma die Bezeichnung „Zigeuner“ als Alternativ- oder Eigenbezeichnung verwendet oder zumindest toleriert, hat sich im offiziellen Sprachgebrauch und auch in Teilen der Mehrheitsbevölkerung die international als Oberbegriff etablierte Eigenbezeichnung „Roma“ durchgesetzt.

## Namen

### Theorien und Thesen zur Etymologie von „Zigeuner“
Der Name „Zigeuner“, eine Fremdbezeichnung, ist aus italienisch zingaro und ungarisch czigány ins Deutsche entlehnt. Er ist in den europäischen Sprachen weit verbreitet (vergleiche etwa französisch tziganes), aber seine Herkunft ist unklar.
Im Deutschen ist das Wort erstmals als frühneuhochdeutsch Zigeuner 1418 in München und als Cigäwnär 1422 in einer handschriftlichen Notiz im – allerdings vorwiegend lateinisch geschriebenen – Tagebuch des Andreas von Regensburg nachweisbar.
Auch in der jüngeren Literatur – so in Wolfgang Pfeifers Etymologischem Wörterbuch des Deutschen – findet sich die These einer Übernahme der mittelgriechischen Bezeichnung athingany für die Anhänger einer gnostischen Sekte, die vor allem in Phrygien, einer Landschaft im westlichen Anatolien, beheimatet war. Die Bezeichnung Athinganoi im Sinne des späteren „Zigeuner“ tritt seit dem 12. oder 13. Jahrhundert auf, zuerst mit noch unsicherem Bezug bei Theodoros Balsamon († nach 1195) für Schlangenbeschwörer und Wahrsager, und dann mit klarem Bezug (o toùs kaì Aìgyptíous kaì Athingánous) bei Gregorios II. Kyprios (1283–1289 Patriarch von Konstantinopel). Ob auch die Belege des 11. und 12. Jahrhunderts schon die Anwesenheit von Roma in Byzanz bezeugen oder aber auf Wahrsager anderer Provenienz zu beziehen sind, wird dabei in der Forschung diskutiert.
Daneben gibt es eine Herleitung von alttürkisch čïγay mit den Varianten čïγan und čïγany mit der Bedeutung „arm, elend“, vermittelt über das ungarische Wort cigány. Laut Elmar Seebold ist diese Herleitung „semantisch ansprechend, formal problematisch“.
Der Lübecker Chronist Hermann Korner behauptete im frühen 15. Jahrhundert, sie würden sich selbst als Secani bezeichnen, was eine latinisierte Form von Cigány und ähnlich ist.
Lediglich auf Lautähnlichkeit beruht eine Herleitung aus dem 19. Jahrhundert, die das Wort auf eine „verstoßene“, die „sanskritische Tochtersprache Sindhi“ sprechende Bevölkerungsgruppe namens Cangar (Tschangar) im heutigen Punjab in Indien bezieht.
Die Bezeichnung „Zigeuner“ ist mitunter in der Literatur des 19. Jahrhunderts verballhornend als „Zieh-Gauner“, also „(umher-)ziehender Gauner“ (auch pl. in der Schreibweise „Ziegäuner“), gedeutet worden, was von dem Autor Theodor Christian Tetzner 1835 in einem von antiziganistischen Ressentiments geprägten Buch mehr belächelt als kritisiert wurde. Dabei bezog sich seine Kritik allein auf die vorgebliche Unbedarftheit der etymologischen Ableitung, nicht jedoch auf deren diffamierenden Charakter.

### Weitere Namen
In frühneuhochdeutscher Zeit war auch die Bezeichnung Tatern oder Tattare bekannt, die eigentlich die Tataren meint.
Auch der Begriff Heidenen oder Heider (also „Heiden“) wurde historisch verwendet. In Theodor Storms Werk Der Schimmelreiter wurden „Zigeuner“, die von den einheimischen Nordfriesen geopfert werden sollten, als Slowaken bezeichnet.
Ein weiterer gesamteuropäischer Gruppenname wird von Ägypten als Herkunftsland hergeleitet. Er wird überwiegend als Ableitung aus dem Ortsnamen Gyp(p)e, ein Berg auf dem Peloponnes, gedeutet, der seit den 1480er Jahren in mehreren Reiseberichten bezeugt ist. Es habe demnach dort vor der Stadt Modon (heute: Methoni) eine Siedlung namens „klein Egypten“ gegeben. Sie sei von „Egyptianern genant Heyden“ bzw. von „Suyginern“ bewohnt gewesen. In der ersten Periode ihres Auftretens in Europa bezogen Romagruppen sich auf diesen Herkunftsmythos und bezeichneten sich als ägyptische Pilger. Als solche erhielten sie Almosen und Schutzbriefe. „Ägypter“ wurde zu einer europaweiten mehrheitsgesellschaftlichen Bezeichnung: so spanisch Gitano, französisch Gitan, englisch Gypsy, griechisch γύφτος (gyftos), serbisch cipside, türkisch çingene. Der Artikel „Ziegeuner“ in Johann Heinrich Zedlers Universallexicon – der einflussreichsten deutschsprachigen Enzyklopädie des 18. Jahrhunderts – bezeichnet „Egyptier“ als den am häufigsten („vornehmlich“) im Deutschen auftretenden Gruppennamen.
Französische und spanische mehrheitsgesellschaftliche Bezeichnungen sind auch bohémiens bzw. bohemios („Böhmen, Böhmische“). Ihre Bedeutung hat sich auf die Angehörigen eines Künstlertums, die bohème, ausgeweitet, das als abseits bürgerlicher Ordnungsvorstellungen lebend imaginiert wird.

## Zum Gebrauch der Fremdbezeichnung in der Mehrheitsgesellschaft
„Zigeuner“ ist im deutschen Sprachraum eine Fremdbezeichnung für Bevölkerungsgruppen, denen in Stereotypen ausgeprägte, jeweils auffällige, von der Mehrheitsbevölkerung abweichende Eigenschaften zugeordnet werden. Zwei wesentliche Beschreibungsweisen lassen sich unterscheiden, die in Mischungen auftreten können:
- „Zigeuner“ als soziografische Sammelkategorie für unterschiedliche ethnische und soziale Gruppen, deren Angehörigen eine als unstet, ungebunden, deviant oder delinquent beschriebene Lebensweise zugeschrieben wird. Dieses Konzept entstand mit dem Beginn der Frühen Neuzeit.
- „Zigeuner“ als ethnische Gruppe in einem kulturalistischen oder biologistischen Verständnis. Eine gleichfalls als unstet bis hin zum „Nomadentum“, als ungebunden, deviant oder delinquent beschriebene Lebensweise gilt als unveränderliches Merkmal. Dieses Konzept geht zurück auf die völkerkundlich orientierte „Zigeunerkunde“ des ausgehenden 18. Jahrhunderts und ist bis heute wirksam. Im Rahmen dieses Konzepts wurde und wird „Zigeuner“ als Sammelname auf die Gruppen der Roma bezogen, im Nationalsozialismus exklusiv.

Seit dem ausgehenden 18. Jahrhundert entwickelte sich eine Perspektive im Sinne von „Volk“ und „Rasse“, die sich im 19. Jahrhundert zunehmend verfestigte. Zugleich mit einer diskriminierenden kam eine ebenfalls abgrenzende romantisierende Sichtweise auf, die negative Stereotype positiv umwertete.

### „Zigeuner“ und „zigeunerische Lebensform“
Obwohl die überwiegende Mehrheit der Roma seit vielen Generationen, in Südosteuropa seit Jahrhunderten und in Mitteleuropa spätestens seit dem letzten Drittel des 19. Jahrhunderts ortsfest lebt, gilt Nomadentum weiterhin mehrheitlich als „zigeunerische Lebensform“. Abweichende Lebensformen einer Minderheit innerhalb der Roma werden in dieser Vorstellung nicht nur fälschlich auf die Gruppe insgesamt verallgemeinert, sondern ihr zudem als biologische oder kulturelle Konstante zugeschrieben.
Tatsächlich fanden und finden sich örtlich nicht gebundene Erwerbs- und Lebensweisen quer durch die Jahrhunderte in den unterschiedlichsten Varianten weltweit und innerhalb vieler ansonsten sesshafter Ethnien. Ungeachtet ethnischer, kultureller und sozialer Unterschiedlichkeiten dieser Gruppen wird gelegentlich „ziganische Völker“ als ein Oberbegriff zu „Zigeuner“ verwendet, wobei zugleich Roma kollektiv auf eine mobile minderheitliche Teilgruppe reduziert werden.
Die Autoren Karola Fings und Ulrich F. Opfermann bemerken hierzu: „Vor dem Hintergrund der beiden unterschiedlichen Definitionen spricht die Literatur von einem »doppelten Zigeunerbegriff«. Er ist uneindeutig und widersprüchlich. Mit »Roma« lässt sich »Zigeuner« nicht übersetzen, denn die soziografische Begriffsbestimmung schließt diejenigen Roma aus, die die zugeschriebene Lebensweise real nicht praktizieren, während die ethnische Begriffsbestimmung jene Menschen aus dem »Zigeunertum« ausschließt, die als Nicht-Roma die zugeschriebene »zigeunerische« Lebensweise ebenfalls aufweisen.“ „Darüber hinaus kann es problematisch sein, wenn Eigenbezeichnungen nur als eine Art wortwörtlicher Übersetzung der Fremdbezeichnungen verwendet werden – und der Rassismus in einem neuen Gewand fortlebt.“

### 19. und 20. Jahrhundert
Die Semantik von „Zigeuner“ bewegte sich lange zwischen einem kulturalistisch oder biologisch bestimmten völkischen und einem soziografischen Inhalt. Im zweiten Fall konnten auch Nicht-Roma gemeint sein: So wurde seit dem 19. Jahrhundert gelegentlich das Etikett „weiße Zigeuner“ auf die aus mehrheitsgesellschaftlicher Sicht „nach Zigeunerart lebenden Landfahrer“ und seit etwa 1900 das der „Kulturzigeuner“ auf mehrheitsgesellschaftliche nonkonformistische Künstler („Bohemiens“) angewendet. Die soziografische Zuschreibung beinhaltete gleichwohl nicht anders als die ethnische die Typisierung der Betroffenen als „gemeinschaftsschädlich“ und als „entartet“.
Mit dem Machtantritt der Nationalsozialisten wurde der Begriff systematisch „wissenschaftlich“ rassifiziert und im weiteren Verlauf ein Kategoriensystem von „stammechten Zigeunern“, „Zigeunermischlingen“ nach unterschiedlichen Graden der „Blutsmischung“ und „Nichtzigeunern“ nach dem Konzept der Nürnberger Gesetze konstruiert. Zigeuner war damit spätestens seit den ausgehenden 1930er Jahren eine von der Rassenforschung und den polizeilichen und sonstigen Verfolgungseinrichtungen ausschließlich ethnisch-biologisch gemeinte Kategorisierung, auf der eine Vielzahl von Ausschließungsvorschriften bis hin zu den Deportationslisten für Auschwitz basierten. Deshalb gilt der Begriff heute in weiten Teilen des gesellschaftlichen Diskurses als kontaminiert. Vor allem die Angehörigen der Minderheit selbst verstehen das Wort gleichsam als Überschrift über eine lange Verfolgungsgeschichte mit dem schließlichen Genozid (Porajmos).

## Sprachgebrauch innerhalb der Minderheiten
Viele der nationalen und internationalen Interessenvertretungen der Roma lehnen die Anwendung der Bezeichnung „Zigeuner“ auf Roma wegen der stigmatisierenden und rassistischen Konnotationen ab. Sie sehen das Wort im Kontext einer langen Verfolgungsgeschichte, die im nationalsozialistischen Genozid kulminierte.
Bereits 1978 stellte Vincent Rose, Vorsitzender des damaligen Verbandes der Cinti Deutschlands, anlässlich der Verleihung des Bundesverdienstkreuzes fest, dass es „einzig richtig sei, ihn ‚Cinto‘ zu nennen“, da „Zigeuner“ diskriminierend sei. Die in den 1980er Jahren begründeten Interessenvertretungen wie der Zentralrat Deutscher Sinti und Roma, die Rom und Cinti Union (Hamburg) und die Roma-Union (Frankfurt am Main) oder der jüngere Verband Amaro Drom (Berlin) lehnen die Fremdbezeichnung als rassistisch ab und verweisen dabei auf deren Geschichte. So auch der in Köln ansässige, von Nichtroma getragene Rom e. V.
Die Sinti Allianz Deutschland – ein Zusammenschluss von Familien aus den Teilgruppen der Sinti und der Lovara – akzeptiert die Bezeichnung, obwohl sie sie in ihrem Eigennamen vermeidet. Sie bemisst ihre Verwendbarkeit nach der privaten Sprecherabsicht. Die Mitteilung der Gruppennamen wird von manchen traditionalistischen Sinti – hier ordnet sich die Sinti-Allianz ein – auch als Verstoß gegen das Verbot betrachtet, mit und vor Nichtroma auf Romanes zu kommunizieren, so dass Sprecher es dann vorziehen, auf „Zigeuner“ auszuweichen. Zwischenzeitlich revidierte die Sinti-Allianz ihre Selbstbeschreibung und sprach von sich statt als von einem „Zusammenschluss deutscher Zigeuner“ nunmehr ausschließlich von „Sinti“, „Lovara“, „Roma“ (2013). Eine erneute Revision machte das rückgängig. 2020 heißt es nun wieder, „eine Zensur oder Ächtung des Begriffs Zigeuner, durch wen auch immer, sollte und darf es nicht geben“.
Zur alltäglichen Sprachpraxis stellte eine Ende der 1970er /Anfang der 1980er Jahre entstandene Untersuchung zum rheinischen Schaustellermilieu, in dem vor allem Sinti traditionell eine gewichtige Rolle spielen, fest, dass „von den Zigeunern selbst … das Wort kaum akzeptiert“ werde. „Vielmehr bezeichnen sich die … Vaganten selbst je nach Sippenzugehörigkeit als ròm ‚Mann, Zigeunermensch‘ … oder als sinte ‚Zigeuner‘“.
Im Rahmen einer Untersuchung zur aktuellen Bildungssituation deutscher Roma, die zwischen 2007 und 2011 durchgeführt wurde und im Umfeld des Zentralrats entstand, wurde auch nach dem Gebrauch der Gruppenbezeichnungen durch Angehörige der Minderheit gefragt. Thematisiert wurden gemäß dem Selbstverständnis des Zentralrats allein die beiden Eigenbezeichnungen Roma und Sinti, ferner die Fremdbezeichnung Zigeuner. Nicht ganz 95 % der Befragten verwendeten die Eigenbezeichnungen, für 57,5 % war der Fremdbegriff „immer ein Problem“, 14,9 % hatten „kein Problem mit der Verwendung des Zigeuner-Begriffs durch andere“ und weitere 25,7 % fanden, „dass es darauf ankommt, ob dieser Begriff abwertend oder gar als Schimpfwort benutzt wird“. 6,9 % wandten den Zigeunerterminus auf sich selbst an, z. T. neben Roma oder Sinti. Der Kölner Musiker Markus Reinhardt, Großneffe von Django Reinhardt, bezeichnet sich selbst als „deutschen Zigeuner“, und die Begriffe „Sinti und Roma“ hält er für politisch überkorrekt. „Es gibt viel mehr Stämme als nur die Sinti und die Roma – wo bleiben die Kalderasch, die Manouche? Zigeuner ist für mich ein Überbegriff für alle.“

### Der Selbstbezeichnungsdiskurs von Jenischen
Die von Jenischen dominierte und 1975 gegründete Schweizer Radgenossenschaft der Landstraße verwendete in den ersten beiden Jahrzehnten ihrer Aktivität „Zigeuner“ als Selbstbezeichnung für die Angehörigen „ein[er] gemischte[n] Gemeinschaft von Sinti, Romani und Jenischen“, diese von den „übrigen Fahrenden in der Schweiz, Schausteller[n], Jahrmarkthändler[n], Chilbi[= Kirmes/Kirtag]- und Zirkusleute[n]“ abgrenzend. 1993 verlangte eine von der Radgenossenschaft initiierte Petition, „die schweizerische Zigeunerische Minderheit offiziell zu [sic] anerkennen“. Dies wenige Jahre nach der Aufdeckung und Beendigung der Aktion Kinder der Landstrasse, welche diese Gruppe von Menschen Vaganten und Asoziale genannt und der moralischen Idiotie beschuldigt hatte.
Seit etwa der Mitte der 1990er Jahre verzichtet die Radgenossenschaft zunehmend sowohl auf das Wort „Zigeuner“ wie auch auf den Ausdruck „Fahrende“ und verlangt die Benennung und Anerkennung gemäß der Selbstbezeichnung „Jenische“. Bereits seit der Mitte der 1980er Jahre zieht sie eine ethnisch definierte Trennlinie zu den Gruppen der Roma und erklärt die jenische Bevölkerungsgruppe zu einem separaten „jenischen Volk“, das als nationale Minderheit 2016 unter der Bezeichnung Jenische von den staatlichen Behörden anerkannt worden ist. Weiterhin aktiv mit dem Label „Zigeuner“ tritt das Fahrende Zigeuner-Kultur-Zentrum, eine jenische Genossenschaft, mit dem Kulturprogramm Zigeuner-Kultur-Tage auf. Verwendet wird der Ausdruck als Selbstbezeichnung im Sachbuch Zigeunerhäuptling von Willi Wottreng über den jenischen Präsidenten der Radgenossenschaft, das von der Radgenossenschaft zur Lektüre empfohlen wird.

### Zur historischen Position der Eigenbezeichnungen
Die Eigenbezeichnungen waren im deutschsprachigen Raum durch die Schriften von Heinrich Moritz Gottlieb Grellmann, Heinrich von Wlislocki und anderer Autoren aus der Frühphase der Tsiganologie zumindest in den gebildeten Kreisen der Mehrheitsgesellschaft durchaus bekannt, ohne jedoch bis in die 1980er Jahre hinein je in eine nennenswerte Konkurrenz zu „Zigeuner“ getreten zu sein. Sie haben stets eine unbedeutende Randposition gehabt, obwohl bereits 1793 ein Autor anmerkte, es sei „die Frage, wie nennt ein Volk sich selbst, bei historisch-etymologischen Untersuchungen wichtig. Wie also nennen sich die Zigeuner? Mit Recht antwortet man: Roma oder Romma in der mehreren Zahl, Rom in der einfachen.“ Auch „Sinte“ ist ihm geläufig. „Romni“ ist im regionalen Dialekt belegt. Gustav Freytag erklärte, die „Zigeuner“ würden sich „noch heute Sinte“ nennen, und mit der „romany tschib“ verfüge „der Rom, wie er sich selbst nennt“ über eine eigene Sprache.

## Fremd- und Eigenbezeichnung im öffentlichen Diskurs der Gegenwart
Bis etwa 1980 wurde in Text und Titel deutschsprachiger Publikationen zum Thema fast ausnahmslos das Wort „Zigeuner“ benutzt. Exemplarisch für die einsetzende Abwendung von der Fremdbezeichnung und für die enge Verbindung von Bürgerrechtsbewegung und Benennungsdiskurs sind das von Tilman Zülch von der Gesellschaft für bedrohte Völker im Jahr 1979 herausgegebene Buch In Auschwitz vergast, bis heute verfolgt – zur Situation der Roma (Zigeuner) in Europa und ein 1980 von der Friedrich-Naumann-Stiftung Bremen herausgegebener Tagungsband Sinti in der Bundesrepublik – zur Rechtlosigkeit verurteilt?
Aus dem Sprachgebrauch deutschsprachiger staatlicher und nichtstaatlicher Verwaltung, der Justiz, großer gesellschaftlicher Institutionen wie der Gewerkschaften oder der Kirchen, internationaler Behörden und der Politik ist der Begriff „Zigeuner“ inzwischen verschwunden. Er wird auch in den Medien kaum noch gebraucht. Eigenbezeichnungen in Romani wie Roma oder Sinti haben andere Bedeutungen und andere Konnotationen als die Fremdbezeichnung. Sie lassen sich daher nicht mit ihr gleichsetzen, sondern lösen sie mit eigenständigen Inhalten ab.
Wenn die Eigenbezeichnungen an die Stelle von „Zigeuner“ traten, so geht dies vor allem auf die Anstrengungen der sich seit den 1970er Jahren organisierenden Roma und Jenischen und ihrer mehrheitsgesellschaftlichen Unterstützer zurück. Die Bürgerrechtsbewegung konfrontierte die Mehrheitsgesellschaft mit den für sie ungewohnten Begriffen, um die gewohnte Sichtweise auf die Minderheit zu verändern. Die Eigenbezeichnungen symbolisieren den Bruch mit der überkommenen mehrheitsgesellschaftlichen Perspektive und für die Anerkennung der Minderheit als einer eigenständigen und sich selbst definierenden Größe. Sie fordern eine nichtdiskriminierende Blickweise von der Mehrheitsgesellschaft ein.
Insgesamt ist „Zigeuner“ im öffentlichen Sprachgebrauch, wie Justiz, staatliche und nichtstaatliche Verwaltung, die großen gesellschaftlichen Institutionen wie Parteien, Gewerkschaften oder Kirchen, die nationale Politik oder die Verlautbarungen der internationalen Institutionen ihn repräsentieren, heute nicht mehr nachweisbar (Stand: 2010).

### Rechtsvorschriften
Das Allgemeine Gleichbehandlungsgesetz (2006) und die Einrichtung der Antidiskriminierungsstelle des Bundes (2006) haben Aufmerksamkeit und Sensibilität gerade für alltägliche Formen der Diskriminierung heraufsetzen können. Rechtliche Regelungen ermutigen die Betroffenen, dagegen aufzutreten. So erstattete der Verband der Bad Hersfelder Sinti und Roma im Oktober 2009 Strafanzeige wegen Volksverhetzung und Beleidigung gegen das waldhessische Anzeigenblatt „Klartext“. Der Deutsche Presserat unterstützte ihn mit der Feststellung, „Klartext“ verstoße gegen den Pressekodex. Für den Verband erklärte der studierte Theologe Samson Lind, „wir sind keine Zigeuner, sondern Sinti und Roma“.
Eine ähnliche Funktion wie das AGG in Deutschland hat beim Umgang mit der Bezeichnung „Zigeuner“ und den damit verknüpften Inhalten in Österreich das mehrfach novellierte und EU-Richtlinien angepasste Bundes-Gleichbehandlungsgesetz (B-GBG) von 1993. Ein Beispiel für die Anwendung des Gesetzes ist die Entscheidung der Gleichbehandlungskommission im Bundeskanzleramt 2005 gegen ein Schild „Kein Platz für Zigeuner“ eines privaten Campingplatzbetreibers. Sie kam zu dem Schluss, dass das Schild „sowohl diskriminierend als auch belästigend“ sei und dass „der Begriff ‚Zigeuner‘ diskriminierend im Sinne des Gleichbehandlungsgesetzes“ sei.

### Politik, Verwaltung, gesellschaftliche Institutionen und Gruppen

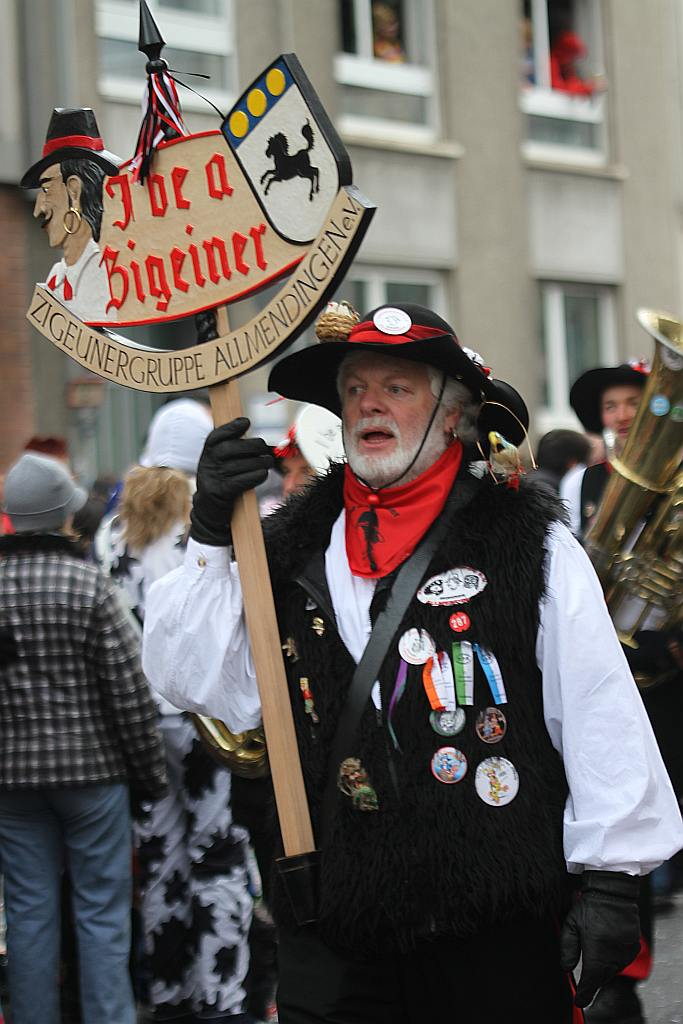
„Zigeunergruppe“ aus Allmendingen beim Mainzer Rosenmontagszug 2013

Nicht zuletzt durch die Initiative des „Zentralrates Deutscher Sinti und Roma“ besteht heute im gesellschaftlich-politischen Diskurs ein Bewusstsein für die negative Bedeutung des Begriffes „Zigeuner“ bis hin zu Diskussionen über die Verwendung von Ausdrücken wie „Zigeunersauce“. Andererseits findet der Begriff immer noch Verwendung, nicht nur im negativen Sinne. So gibt es eine Reihe von Sinti, die daran als positive Selbstbezeichnung festhalten und ihr Selbstverständnis als „stolze Zigeuner“ betonen. Erst in den 1980er Jahren wurde – vor allem durch die entsprechenden Aktivitäten des „Zentralrates Deutscher Sinti und Roma“ – der Begriff „Zigeuner“ durch „Roma“ und „Sinti“ ersetzt. So stieß zum Beispiel auch die frühere Bezeichnung „Katholische Zigeuner- und Nomadenseelsorge in der Bundesrepublik und in West-Berlin“ im Auftrag der Deutschen Bischofskonferenz auf Kritik. An dieser Bezeichnung hielt der damalige Vorsitzende der Deutschen Bischofskonferenz, Karl Kardinal Lehmann, der sich an der weltkirchlichen Bezeichnung orientierte, trotz Kritik der Öffentlichkeit sowie der Dienststelle selbst, lange fest. Erst unter Reinhard Kardinal Marx wurde 2014 entsprechend der spezifischen deutschen Situation und den gesellschaftlichen Veränderungen Rechnung tragend, die Dienststelle in die „Katholische Seelsorge für Roma, Sinti und verwandte Gruppen“ umbenannt, deren besonderes Anliegen heute ist, bei öffentlichen Veranstaltungen auf die negative Konnotation des Begriffes „Zigeuner“ hinzuweisen.
Der Zentralrat Deutscher Sinti und Roma kritisierte die Weiterverwendung der Bezeichnung wie die pauschale Darstellung der Roma als „Nomaden“. „Zigeuner“ schüre Vorurteile, weil es eine untrennbar mit rassistischen Zuschreibungen verknüpfe und von Vorurteilen überlagerte Fremdbezeichnung der Mehrheitsgesellschaft sei, die von den allermeisten Angehörigen der Minderheit als diskriminierend empfunden werde. „Nomaden“ spreche den Menschen ihre Heimatrechte ab. Die Zuschreibung suggeriere, „Zigeuner“ bildeten eine archaische „Stammesgesellschaft“, die in die moderne Umgebungsgesellschaft nicht integrierbar sei. Die Angehörigen der Minderheit seien aber realer Teil der Gesellschaft und nähmen als solche an ihrer Entwicklung teil.
2010 beendete die Deutsche Bischofskonferenz ihre bisherige Praxis und änderte den Namen ihrer Einrichtung in „Katholische Seelsorge für Roma, Sinti und verwandte Gruppen“. Der bisherige Name stehe nicht mehr im Einklang mit dem üblichen Sprachgebrauch und werde von Betroffenen als missverständlich oder diskriminierend empfunden.
Hingegen bezeichnete die Katholische Pfadfinderschaft Europas den Begriff 2018 in ihrer Fördererzeitschrift Pfadfinder Mariens lediglich als „angeblich diskriminierend“.

#### Ersatzbezeichnungen im amtlichen Sprachgebrauch
Nach wie vor zu Kategorie der Fremdbezeichnungen gehören Ersatzbezeichnungen des amtlichen Sprachgebrauchs, die als Reaktion auf die Bezeichnungspraxis des Nationalsozialismus oder aufgrund von internen Sprachregelungen auf Länderebene entstanden.
Angesichts der Diskreditierung der von den Ordnungsinstanzen geübten Kategorisierungs- und Erfassungspraxis durch den Nationalsozialismus gingen die bundesrepublikanischen Polizeibehörden zu Ersatzbezeichnungen für „Zigeuner“ über. So zu „Landfahrer“: Der 1899 in München eingerichtete zentrale Zigeunernachrichtendienst („Zigeunerzentrale“, im Nationalsozialismus „Zigeunerpolizeileitstelle“) etwa wurde über den Nationalsozialismus hinaus aufrechterhalten, nun jedoch unter dem neuen Namen „Landfahrerstelle“.
Ein weiterer „deskriptiver Begriff“ ist „Mobile ethnische Minderheit“, polizeiintern abgekürzt „MIM“. Die der Polizei im amtlichen Sprachgebrauch beispielsweise in Baden-Württemberg seit 1992 untersagte Bekanntgabe der ethnischen Zugehörigkeit von Verdächtigen in öffentlichen Erklärungen soll nach Aussage der übergeordneten Stellen dazu beitragen „auch im amtlichen Sprachgebrauch die Grundrechte der Menschen, unabhängig von der Zugehörigkeit zu Volksgruppen, in dem vom Grundgesetz der Bundesrepublik Deutschland vorgegebenen Rahmen zu wahren und zu schützen“. Der Zentralrat der Sinti und Roma warf den Behörden in einer Stellungnahme vom 7. März 2005 hingegen vor, durch die Kennzeichnung von Beschuldigten als „‚angeblich reisende Sippe‘, ‚gewöhnlich umherreisende Personengruppe‘ oder ‚mobile ethnische Minderheit‘“, den „Rassismus in der Bevölkerung“ auf Sinti und Roma zu lenken.

### Wissenschaftsdiskurs
Im wissenschaftlichen Sprachgebrauch tritt die Bezeichnung mitunter noch auf, wird aber regelmäßig in Anführungszeichen gesetzt oder doch mindestens mit dem Hinweis versehen, als Quellenbegriff, also nicht-affirmativ zitierend, eingesetzt zu werden. Unterschieden wird bei reflektiertem Gebrauch im Fachdiskurs zwischen dem „Begriff ‚Zigeuner‘ als Objekt-Begriff aus der Perspektive der Verfolgungsinstanzen“ und dem „Subjekt-Begriff der Betroffenen“ (2008). Das Etikett „Zigeuner“ enthalte „ganz unabhängig von den Absichten eines individuellen Sprechers mindestens für den Adressaten eine deutliche Abwertung“. „Abwertung“ sei „der wesentliche Inhalt der Geschichte dieses Begriffs“. Die abwertende Semantik lasse sich nicht aus der Bezeichnung lösen, sie konserviere und tradiere sie (2007).
Dem steht eine auch außerhalb des Wissenschaftsdiskurses (siehe oben) vertretene Auffassung gegenüber, die an der Fremdbezeichnung festhält und in ihren Kritikern „Zigeunerfans“, „Zigeunerfreunde“ oder „unrealistische Gutmenschen“ sieht. So noch 2004 Hermann Arnold, der im Jahr darauf verstorbene Erbhygieniker und „Zigeunerexperte“ in der Nachfolge des nationalsozialistischen „Zigeunerforschers“ Robert Ritter. Mit anderer Begründung äußerte sich 2005 der Zeithistoriker Eberhard Jäckel: Abwertend sei „Zigeuner“ – unbeachtlich von Wortgeschichte und semantischem Kontext – dann nicht, wenn es gut gemeint sei.
Eine auffällige Ausnahme innerhalb des Fachdiskurses bildete bis 2012 die Leipziger Schule der Tsiganologie. Ihr bekanntester Sprecher, der Ethnologe Bernhard Streck, trug vor, das überkommene Gruppenetikett sei ein „altehrwürdiger Begriff“. Die von ihm vertretene „seriöse Tsiganologie“ habe daher den von ihm als „Umbenennung“ beschriebenen Sprachwandel „nicht mitgemacht.“ Gleichzeitig legte Streck Wert darauf, sich als „Tsiganologe“ statt als „Zigeunerforscher“ oder „Zigeunerkundler“ bezeichnen zu lassen. Diese Bezeichnungen seien durch die NS-Rassenforschung diskreditiert. Streck und seine Schule vertraten ein dezidiert soziografisches ethnienübergreifendes Konzept, das an den Konstrukten „Dissidenz“ und „Nomadismus“ ausgerichtet ist, sich der Definition verweigert und als einzige Gemeinsamkeit von gleichermaßen als „Zigeuner“ bezeichneten indigenen Gruppen in Osteuropa, Asien und Afrika, die ethnisch nichts mit Roma zu tun haben, und den Gruppen der Roma ein schillerndes „spannungsreiche[s] Verhältnis zur jeweiligen Mehrheitsgesellschaft“ sieht. In der Forschung stößt dieser Ansatz auf scharfe Kritik.

### Journalismus
In den deutschsprachigen Medien befindet sich der Begriff inzwischen in einer zunehmend minimalisierten Außenseiterposition. Exemplarisch ausgezählt ergab sich in der Zeit und der Tageszeitung bereits für den Zeitabschnitt von 1995/96 bis 2003, dass „Roma“ die am häufigsten verwendete Form mit definitiv ethnischem Inhalt war, und dreimal so häufig auftrat wie „Sinti“, während das ethnisch uneindeutige Etikett „Zigeuner“ noch einen Anteil von 20 bis 30 % hatte.
Die Zählung in Die Zeit von 2003 ergab ferner, dass „Zigeuner“ abgesehen von „zitierenden Verwendungen in Reflexionen über das Wort ‚Zigeuner‘“ und abgesehen von der historiografischen Zitierung des Quellenbegriffs überhaupt nur noch in romantisierenden, „positiven“ Verwendungsweisen (in Literatur und Musik) oder im übertragenen Sinn („Leben wie ein Zigeuner“) Verwendung fand.
In den Jahren 1995 bis 2002 reichte der Zentralrat Deutscher Sinti und Roma gegen insgesamt 381 Zeitungsartikel Beschwerden beim Deutschen Presserat ein, weil allgemein Verdächtigte als „Zigeuner“, „Sinti/Roma“, „Landfahrer“ oder mit anderen synonym verwendeten Markierungen wie „MEM“ (für „mobile ethnische Minderheit“) belegt worden waren. 2003 waren es 51 und 2004 52 Zeitungsartikel. 2007 erreichten den Presserat 39 Beschwerden. Bei einem erheblichen Anteil der Zuschreibungen handelte es sich laut Presserat um in ein Medium von anderen Sprechern übernommene nichtaffirmativ gemeinte Zitierungen. Wie oft dabei von „Zigeunern“ gesprochen wurde, ist nicht bekannt. Jährlich reicht der Zentralrat am 7. Dezember beim Presserat Beschwerden wegen diskriminierender Darstellungen von Roma ein. 2009 hieß es, sie hätten in den letzten Jahren weiter abgenommen. Von der unerwünschten Verwendung von „Zigeuner“ war nicht mehr die Rede.
Der mitunter vorgetragenen Befürchtung, „Zigeuner“ scheine sich wieder einzubürgern, widersprach 2013 der Vorsitzende des Zentralrats Deutscher Sinti und Roma, Romani Rose, entschieden. Die Eigenbezeichnungen würden durchweg respektiert, so wie sein Verband nur noch ganz wenige Fälle antiziganistischer Berichterstattung dem Presserat melden müsse. Die gelegentliche „provokative“ Verwendung der Begrifflichkeit wie zum Beispiel 2013 in einem Buchtitel des Autors Rolf Bauerdick lasse sich nicht verallgemeinern.

### Vorschläge zur Schriftform der Fremdbezeichnung in Publikationen
Für eine Auseinandersetzung mit historischen Quellen oder Diskriminierungstatbeständen, die die Fremdbezeichnung verwenden, gibt es den Vorschlag, den diskriminierenden Begriff durchgestrichen, also Zigeuner, zu schreiben. Die durchgestrichene Schreibweise erfolgt mit Bezug auf den Philosophen Jacques Derrida, der in seiner Grammatologie das Durchstreichen eines Begriffs vorschlägt, um eine gleichzeitige Verwendung und Ablehnung zu ermöglichen, wobei die geschichtlichen und semantischen Bedeutungszuschreibungen sichtbar und in Erinnerung bleiben, ihre Geltung jedoch verneint wird. Für die durchgestrichene Schreibweise anstatt des in Analogie zu N-Wort gebildeten Begriffs Z-Wort wurde plädiert, da der Anfangsbuchstabe an den nationalsozialistischen Sprachduktus erinnere.

### Reaktionen der Wirtschaft
Im Zuge der Antirassismusdebatte nach dem Tod des Schwarzen George Floyd erklärten im August 2020 zwei Lebensmittelhersteller in Österreich, Markennamen zu ändern: Der Knabbergebäckhersteller Kelly’s gab an, die nach 6-Speichen-Rädern geformten „Zigeunerräder“ in „Zirkusräder“ umbenennen zu wollen, ohne deren Geschmack zu ändern. Knorr (Mutterkonzern: Unilever) benannte die „Zigeunersauce“ neu „Paprikasauce Ungarische Art“.

### Fremdenfeindliche Diskurse
Die Abwendung von „Zigeuner“ im politischen und medialen Raum hat eine Ausnahme: Organisationen und Medien am rechten Rand bevorzugen nach wie vor „Zigeuner“ und sehen den Begriff als die politisch korrekte Bezeichnung. Dabei werden der Minderheit die traditionellen angeblichen Hauptmerkmale „Delinquenz“ und „Nomadisieren“ zugeschrieben. Angewendet wird „Zigeuner“ vor allem auf südosteuropäische Roma, die abzuschieben seien. Dazu gehören auch Zusammensetzungen mit herabsetzender Konnotation wie „Zigeunerlobby“, „Zigeunersippe“ oder „Zigeunerhäuptling“. „Die Jahrhunderte alte Bezeichnung ‚Zigeuner‘“ sei nicht diskriminierend, so für Österreich auch unter Einschluss rechtspopulistischer Medien.
Die Veränderungen der letzten Jahrzehnte sind jedoch selbst hier nicht ohne Auswirkung geblieben. Es ist durchaus gelegentlich auch in rechtspopulistischen und rechtsextremistischen Medien von „Roma“ die Rede oder es wird „Zigeuner“ – „politische Korrektheit vortäuschend“ (so Der Standard zu einem Aufmacher von Die Weltwoche) – in Anführungszeichen gesetzt.

### Die Verwendung des Begriffs im informellen Diskurs
Vom öffentlichen ist der informelle (private) Sprachgebrauch zu unterscheiden. Zwar gibt es keine Langzeituntersuchungen zur Verwendung der Bezeichnung „Zigeuner“ in der alltäglichen Kommunikation innerhalb der Mehrheitsgesellschaft. Es darf aber davon ausgegangen werden, dass die Bezeichnung mit der ihr anhängenden Konnotationen nach wie vor von Bedeutung ist.
So hat der schon aus den 1920er Jahren bekannte, mutmaßlich aber ältere volksläufige Spruch „Zick, zack, Zigeunerpack“ den Sprachwandel überdauert. Er gehört bis heute zum festen Repertoire deutscher Fußballfans, tritt aber (ähnlich wie romantisierend kostümierte Gruppen von „Zigeunern“) auch im Karneval auf. Wiederholt führte der Spruch inzwischen zu Strafanzeigen gegen die Sprecher.
Entgegen der sozialen Wirklichkeit der mit der Bezeichnung belegten vielfältigen Minderheiten stehen die abgeleiteten Formen „zigeunern“, auch „herumzigeunern“ bis heute nach der Angabe des Duden (2014) umgangssprachlich für eine fiktive gemeinschaftliche Lebensweise, die „ungeordnet“, „unstet“, „vagabundierend“, „ohne festen Wohnsitz und richtigen Beruf“ sei.

#### Neue Sprachregelungen und alte Ressentiments
Nach Ergebnisse der Meinungsforschung hatten Ressentiments gegen „Zigeuner“ über die Erfahrung des Nationalsozialismus hinaus auch in den letzten Jahrzehnten immer noch eine feste Position in der Vorstellungswelt der Mehrheitsbevölkerung.
Seit Beginn entsprechender Umfragen in den frühen 1960er Jahren zählen die mit der Bezeichnung „Zigeuner“ belegten Minderheiten in der Bundesrepublik zu den unbeliebtesten aller ethnischen Gruppen.
Noch 2002 lehnten 58 % der Deutschen nach einer Umfrage von Infratest im Auftrag des American Jewish Committee „Zigeuner“ als Nachbarn ab. 2011 ergab eine Umfrage des Bielefelder Instituts für interdisziplinäre Konflikt- und Gewaltforschung 44,2 % Zustimmung für die Behauptung: „Sinti und Roma neigen zur Kriminalität“, und 40,1 % Zustimmung für: „Ich hätte Probleme damit, wenn sich Sinti und Roma in meiner Gegend aufhalten“.
Nach Meinung der Fragesteller beeinflusst es zwar die Antwort, ob nach der Haltung zu „Zigeunern“ oder zu „Sinti und Roma“ gefragt wird. Jedenfalls aber bleiben die fest mit dem Altbegriff verknüpften Ressentiments auch bei äußerer Anpassung an die Neukonvention vital.

#### Zur Situation in Deutschland vor und nach der Wiedervereinigung
Politisch und territorial geteilt, blieben die beiden deutschen Staaten sowohl in ihrem Umgang mit den Sinti und Roma als auch im auf diese bezogenen Sprachgebrauch ideologisch weitgehend vereint. Während allerdings die Bundesrepublik den Massenmord der Nazis an den Sinti und Roma 1982 anerkannte, wurde dieser in der DDR von offizieller Seite im öffentlichen Diskurs nicht thematisiert.
Dass der Jugendroman Ede und Unku von Grete Weiskopf, der die Geschichte der Freundschaft zwischen dem Arbeiterjungen Ede und der Sintiza Unku erzählt, in der DDR zur Pflichtlektüre an Schulen erklärt wurde, vermochte nichts daran zu ändern, dass die alten, durch die Ideologie und den Sprachgebrauch des Nationalsozialismus zusätzlich verstärkten Vorurteile in der Mehrheitsbevölkerung der DDR weiterhin bestehen blieben. Auch nach der Wiedervereinigung kommen Untersuchungen zu der Erkenntnis, dass die negativen Einstellungen gegenüber Sinti und Roma in den neuen Bundesländern noch ausgeprägter sind, als in der bundesrepublikanischen Gesamtbevölkerung, was sich in informellen Kontexten auch durch einen nach wie vor von alten Ressentiments geprägten Sprachgebrauch niederschlägt.
So bleibt es abzuwarten, ob der teilweise ebenso emotional wie polemisch ausgetragene öffentliche Diskurs über politische Korrektheit auf der sprachlichen Ebene nachhaltig zu bewirken vermag, im überwiegenden Teil der Mehrheitsgesellschaft „durch eine Bewusstmachung sprachlicher Diskriminierung eine Bewusstmachung tatsächlicher Diskriminierung zu erreichen.“